# Woodville (Derbyshire)
Woodville – wieś w Anglii, w hrabstwie Derbyshire, w dystrykcie South Derbyshire. Leży 18 km na południe od miasta Derby i 170 km na północny zachód od Londynu.